# Ioan Bivolaru
Ioan Bivolaru (* 14. November 1942 in Iaşi, Kreis Iași) ist ein rumänischer Politiker der Front zur Nationalen Rettung FSN (Frontul Salvării Naționale), der Demokratische Front für die Nationale Rettung FDSN (Frontul Democrat al Salvării Naționale), der Partei der Sozialen Demokratie Rumäniens PDSR (Partidul Democrației Sociale din România) sowie der Sozialdemokratischen Partei PSD (Partidul Social Democrat), der von 1990 bis 2008 Mitglied der Abgeordnetenkammer (Camera Deputaților) war.

## Leben
Ioan Bivolaru war nach dem Schulbesuch zwischen 1960 und 1967 als Arbeiter tätig und begann danach 1967 ein Studium im Fach Fahrzeugbau an der Fakultät für Transportwesen der Polytechnischen Universität Bukarest, das er 1972 als Ingenieur abschloss. Im Anschluss war er zwischen 1972 und 1990 als Ingenieur, Chef der Werkstatt sowie zuletzt als Chef des Depot des Staatlichen Autotransportbetriebes im Kreis Neamț tätig. 1974 absolvierte er eine Fortbildung im Fach Automobiltechnik. Nach der Rumänischen Revolution vom 16. bis zum 27. Dezember 1989 engagierte er sich 1990 als des Rates der Front zur Nationalen Rettung CFSN (Consiliul Frontul Salvării Naționale) in Târgu Neamţ sowie zwischen 1990 und 1992 als Vorsitzender der dortigen Front zur Nationalen Rettung FSN (Frontul Salvării Naționale).
Am 1. Oktober 1990 wurde er als Nachfolger von Dumitru Surdu erstmals Mitglied der Abgeordnetenkammer (Camera Deputaților) und vertrat dort den Wahlkreis Nr. 28 Neamţ. Im April 1992 kam es zu Auseinandersetzungen innerhalb der FSN. In der Folge spaltete sich eine Gruppe unter Ion Iliescu ab und gründete die Frontul Democrat al Salvării Naționale FDSN (Demokratische Front für die Nationale Rettung), der sich Bivolaru als Mitglied anschloss. Daraufhin war er zwischen 1990 und 1991 Vorsitzender der CFSN in Târgu Neamţ. Er wurde 1992 Präsident der FDSN-Organisation im Târgu Neamţ, Mitglied des Exekutivbüros sowie des Nationalrates der FDSN. 1992 wurde er für die FDSN im Wahlkreis Nr. 28 Neamţ wiederum zum Mitglied der Abgeordnetenkammer gewählt und fungierte in dieser Legislaturperiode zwischen 1992 und 1996 als Vize-Vorsitzender des Ausschusses für Industrie und Dienstleistungen. Die FDSN nahm am 10. Juli 1993 den Namen Partidul Democrației Sociale din România PDSR (Partei der Sozialen Demokratie Rumäniens) an, als sie sich mit einigen kleineren Parteien vereinigte. Er wurde daraufhin Mitglied der PDSR und war zwischen 1993 und 2000 Präsident der PDSR-Organisation im Târgu Neamţ. Zugleich war er zwischen 1993 und 1996 Mitglied des Exekutivbüros sowie von 1993 bis 2001 Mitglied des Nationalrates der PDSR.
1996 wurde Ioan Bivolaru für die PDSR im Wahlkreis Nr. 28 Neamţ abermals zum Mitglied der Abgeordnetenkammer gewählt. Er übernahm in dieser Legislaturperiode zunächst den Posten als Sekretär des Ausschusses für Industrie und Dienstleistungen sowie daraufhin im Dezember 1998 als Vize-Vorsitzender des Geschäftsordnungsausschusses. 2000 wurde er im Wahlkreis Nr. 29 Neamţ erneut zum Mitglied der Abgeordnetenkammer gewählt. Im Januar 2001 fusionierte die PDSR mit einer kleineren Partei, der Partidul Social Democrat Român PSDR (Sozialdemokratische Partei Rumäniens) und nahm ihren heutigen Namen Sozialdemokratische Partei PSD (Partidul Social Democrat) an. Er wurde Mitglied der PSD und fungierte zwischen 2001 und 2004 als Vize-Vorsitzender des Ausschusses für Industrie und Dienstleistungen. Er war zwischen 2001 und 2004 Mitglied des Nationalrates der PSD sowie Vize-Vorsitzender der PSD-Organisation in Neamţ. 2003 erwarb er einen Doktor in Fach Industrieingenieurwesen an der Polytechnischen Universität Bukarest und war zudem zwischen 2003 und 2004 Präsident der Nationalen Kammer der Taxifahrer (Camera naţională a taximetriştilor), einem repräsentativen Berufsverband.
Bei den Wahlen am 28. November 2004 wurde Bivolaru letztmals zum Mitglied der Abgeordnetenkammer gewählt und vertrat dort bis zu den Wahlen am 30. November 2008 erneut den Wahlkreis Nr. 29 Neamţ. In dieser Zeit war er Mitglied des Ausschusses für Industrie und Dienstleistungen sowie Vize-Vorsitzender des Geschäftsordnungsausschusses. Des Weiteren wurde er 2004 Vorsitzender der PSD-Organisation von Piatra Neamț.
Ioan Bivolaru ist verheiratet und Vater zweier Kinder.

## Weblink
- Lebenslauf auf der Homepage der Abgeordnetenkammer